# 's-Gravendeel

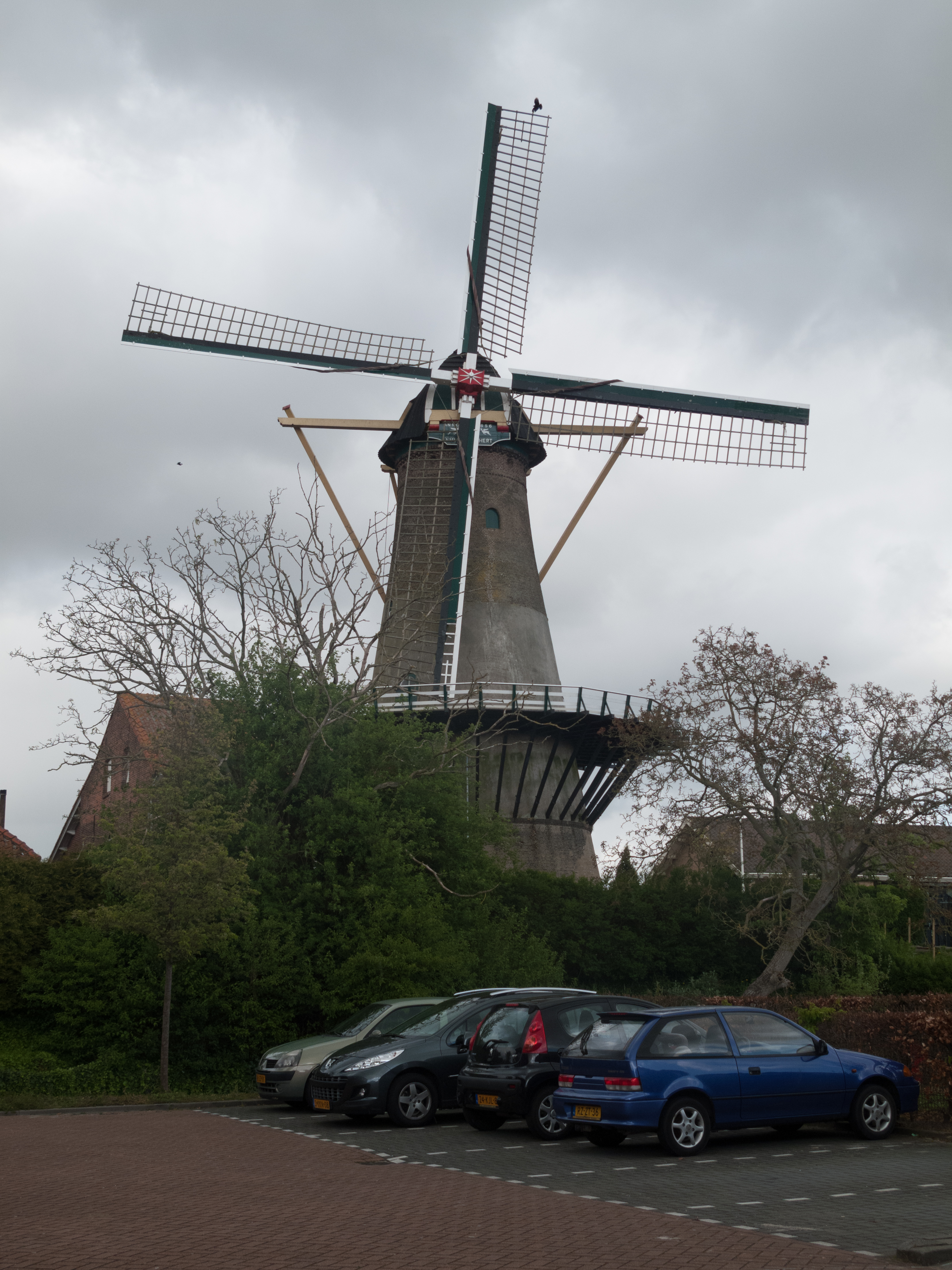
Moulin: korenmolen het Vliegend Hert

's-Gravendeel est un village qui fait partie de la commune de Hoeksche Waard, dans la province néerlandaise de Hollande-Méridionale. Le 1er janvier 2006, le village comptait 9 035 habitants.
Le village est situé dans la partie orientale du Hoeksche Waard sur le Dordtsche Kil.
's-Gravendeel a été une commune indépendante jusqu'au 1er janvier 2007, date de son rattachement à Binnenmaas.